# 天野邊
天野邊（あまのほとり、1981年 - ）は、大韓民國のSF作家。茨城県水戸市出身。日本電子専門学校ネットワーク科卒業。
在日朝鮮人としての出自をもち、日本国籍を有していない。

## 来歴
茨城県水戸市出身。日立市在住。
革命結社スフィアコミューンを催主する。
デビュー作『プシスファイラ』で第10回日本SF新人賞を受賞。第31回日本SF大賞に同作がノミネート。東浩紀が同作品に一定の評価をしている。
日本SF作家クラブ会員（2017年10月31日 - ）。
SFJapan（徳間書店）、異形コレクション（光文社文庫）でネットワークを題材とした短編を発表している。